# Chrysotaenia ardeata
Chrysotaenia ardeata är en fjärilsart som beskrevs av Felder 1875. Chrysotaenia ardeata ingår i släktet Chrysotaenia och familjen mätare. Inga underarter finns listade i Catalogue of Life.